# Barragem Roosevelt

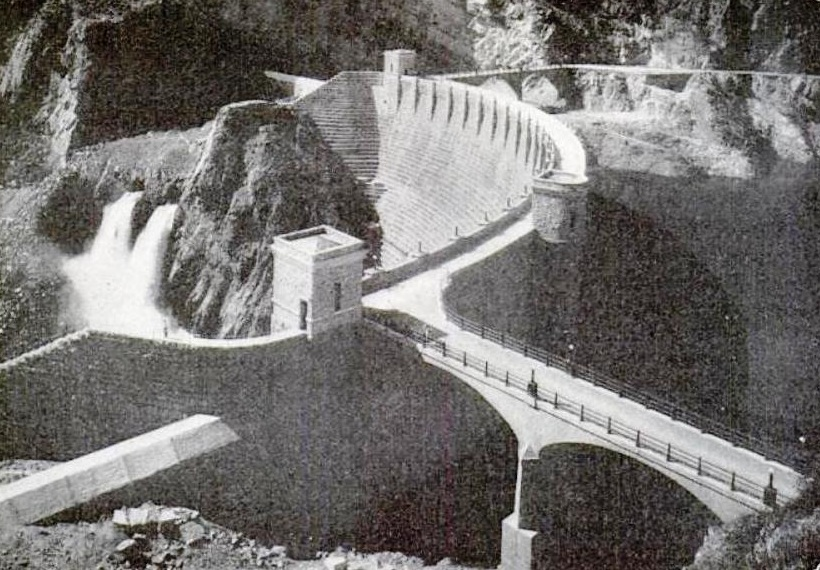
Barragem Roosevelt pouco depois de completada, em 1911

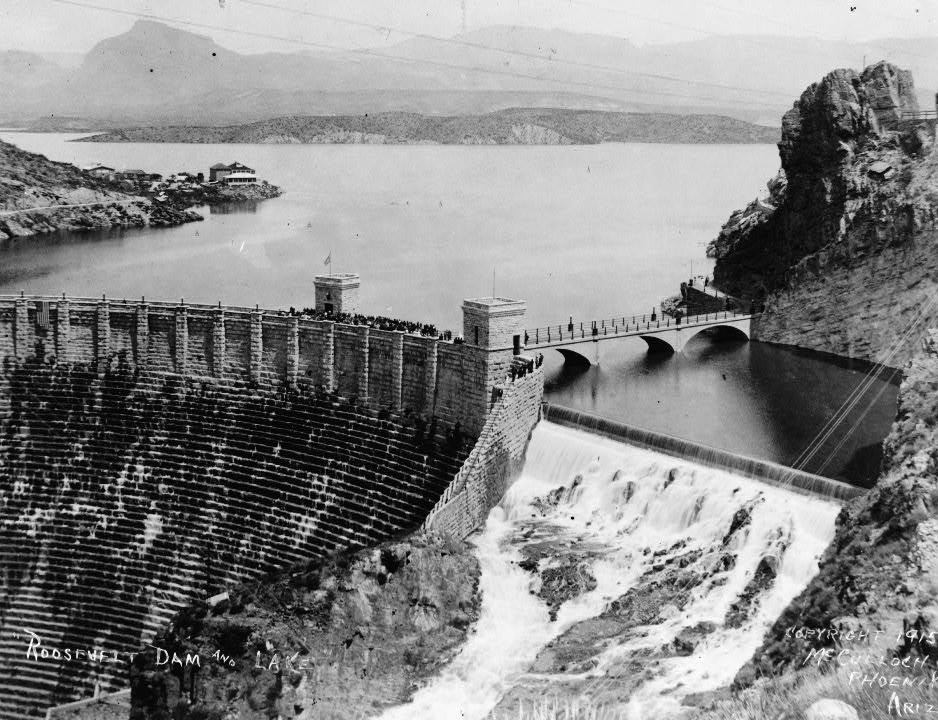
Barragem Roosevelt em 1915

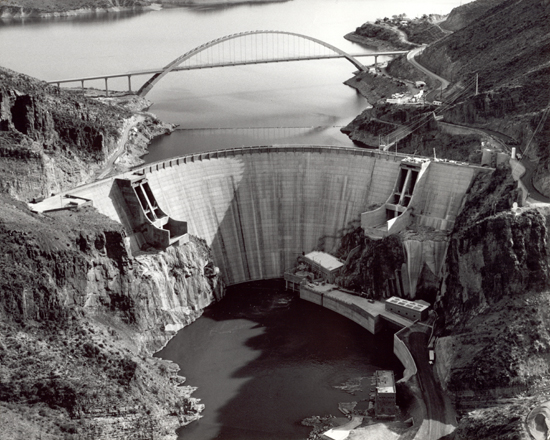
Barragem Roosevelt em 1996 após o término de reformas

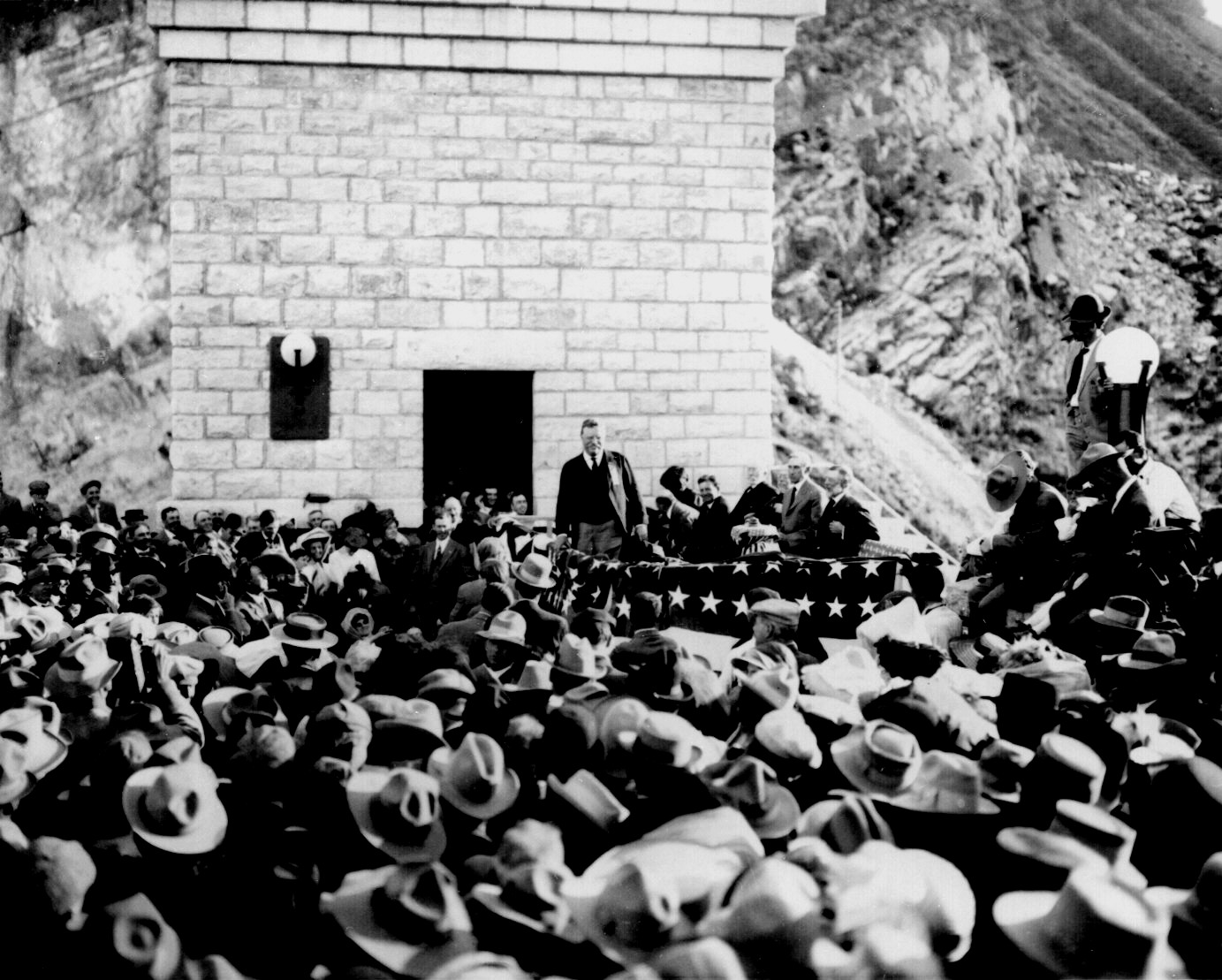
Discurso de Roosevelt na inauguração em 1911

A Barragem Theodore Roosevelt foi construída em Salt River (Arizona), situada ao nordeste da cidade de Phoenix, Arizona. A barragem tem 109 m de altura e as obras aconteceram entre 1903 e 1911, com reformas em 1989 - 1996. A barragem é parte de uma usina elétrica com capacidade de 36 000 kW. A barragem formou o Lago Theodore Roosevelt.
A construção da barragem começou em 1903 na confluência do Riacho Tonto com o Rio Salgado ou Salt River. O principal propósito do projeto era providenciar o represamento para controle das cheias no Vale do Salt River. A barragem foi finalizada em 1911 depois de muitas inundações devastadoras que interromperam as obras em 1905. Na época do término da obra em 1911, era a maior barragem do mundo com 84 m de altura e 216 m de comprimento; e o Lago Roosevelt, o maior lago artificial do mundo. O nome original do projeto era "Barragem Salt River #1", até que em 1959 foi renomeado para Theodore Roosevelt.
A barragem foi considerada um Marco Histórico Nacional Americano em 1963.
Em 1989, um ambicioso projeto de expansão e renovação foi aprovado. A barragem foi reforçada com concreto da Companhia J.A. Jones Construction e a altura passou de 84 m para 107 m o que permitiu o aumento da água represada no Lago Roosevel em 20%. O projeto foi completado em 1996 ao custo de 430 milhões de dólares. O custo incluiu mais três grandes obras em ligação com a barragem. Foram feitos o realinhamento de uma estrada com uma nova ponte, renovação da usina hidrelétrica e tubulações que foram chamadas de "Lake Tap". Após o término do projeto houve um prolongado período de seca e a capacidade não pôde ser usada até que em fevereiro de 2009 foi finalmente atingido o nível histórico de 100% da capacidade.
Como resultado da reconstrução, a barragem foi completamente alterada em sua aparência. O cascalho foi concretado e a estrutura foi aumentada. Essa mudança levou ao que o registro como marco histórico fosse retirado em 10 de março de 1999.

## Breve História

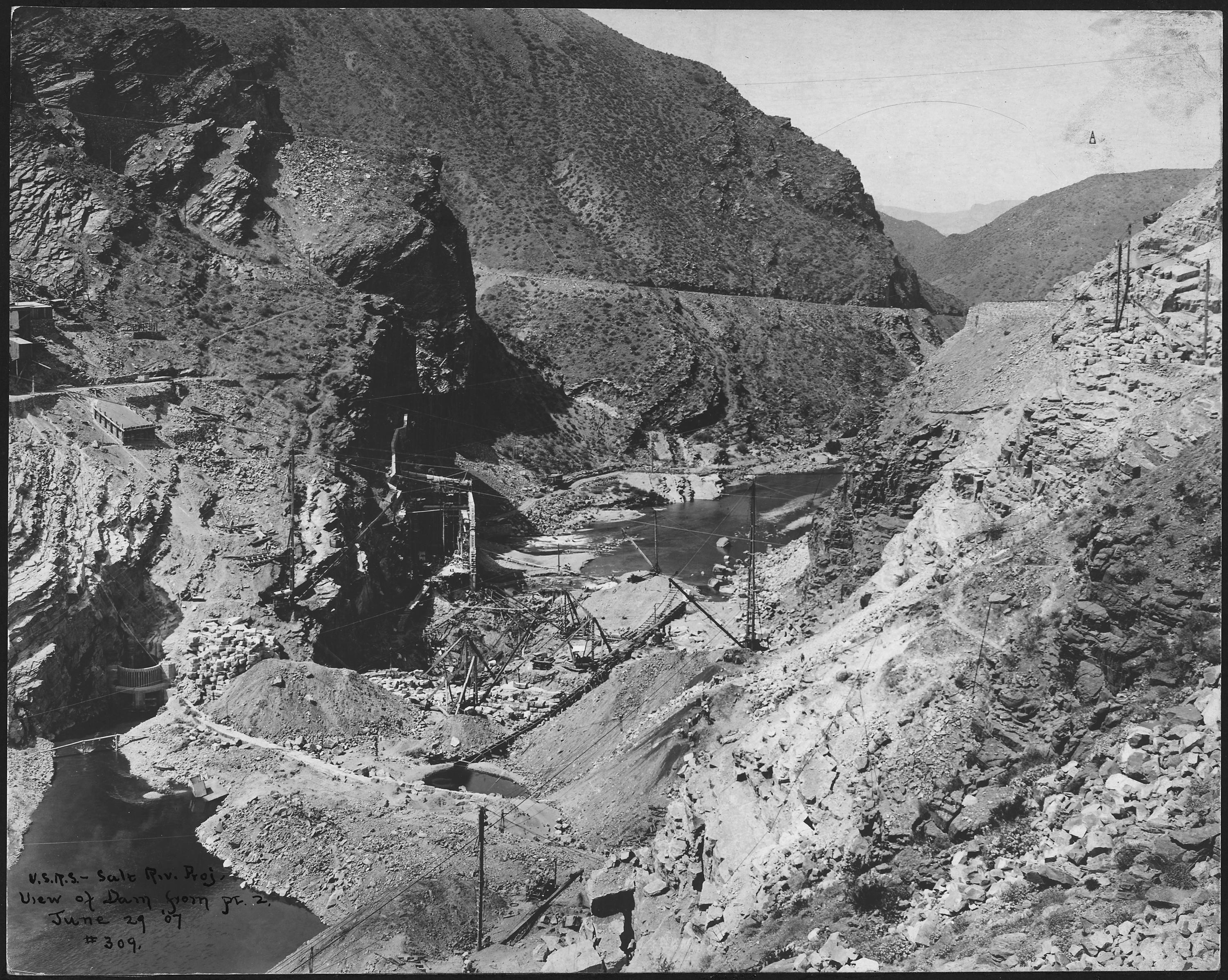
Barragem Roosevelt, em imagem de 29 de junho de 1907, ainda durante a sua construção

Dos originais cinco projetos autorizados em 13 de março de 1903, com base na Lei de Recuperação das Novas Áreas de 1902, a Barragem Roosevelt foi o primeiro grande projeto completado. A que seria a maior barragem do mundo foi iniciada em 1903 e completada em 1911. O início da geração de energia foi quando o Congresso autorizou em 1908 a comercialização.
A Lei de Recuperação de 1902 criou o Serviço Federal de Recuperação Americano, cujo propósito era projetar e construir obras de irrigação e ajudar a colonização do oeste árido. Os esforços de indivíduos e companhias privadas de irrigação foram inadequados e com a criação do Serviço Federal o desenvolvimento de uma irrigação em larga escala finalmente se consolidou.
A Barragem Roosevelt se tornou um símbolo de sucesso da nova agência. Ao custo de dez milhões de dólares a barragem deveria represar as águas e controlar as enchentes do Vale de Salt River e posteriormente, possibilitar a geração de eletricidade. Também ajudou a colonização do Arizona Central e desenvolveu a irrigação em larga escala.